# Labidosauriscus richardi
Il labidosaurisco (Labidosauriscus richardi) è un rettile estinto, appartenente ai captorinidi. Visse nel Permiano inferiore (circa 288 – 289 milioni di anni fa) e i suoi resti fossili sono stati ritrovati in Nordamerica.

## Descrizione
Conosciuto per un cranio lungo poco più di 3 centimetri, questo animale doveva essere un piccolo rettile molto simile al ben noto Captorhinus. Si distingueva dalle altre forme simili nella riduzione dell'altezza delle creste che formavano il caratteristico pattern “a rete” delle ossa della volta cranica, tipico dei captorinidi, e in una sovrastruttura di fossette e piccole creste sopra l'ornamentazione primaria. I denti posteriori di Labidosauriscus erano molto simili a quelli di Captorhinus, con carene mesiali e distali che formavano un apice dentale asimmetrico in vista laterale. 

## Classificazione
Labidosauriscus richardi venne descritto per la prima volta nel 2018, sulla base di un cranio completo ritrovato nella zona di Richards Spur, in Oklahoma. Labidosauriscus fa parte dei captorinidi, un gruppo di rettili vagamente simili a tozze lucertole tipici del Permiano, vicini all'origine dei diapsidi. Tra questi, sembra che Labidosauriscus facesse parte di un clade derivato, comprendente anche Captorhinus e i captorinidi più grandi e specializzati, come Labidosaurus e Moradisaurus. 

## Paleoecologia
Nel giacimento di Richards Spur sono state ritrovate numerose specie di captorinidi, ognuna delle quali mostra una morfologia dentaria ben distinta dalle altre; è probabile quindi che questi piccoli rettili si fossero specializzati in diversi tipi di dieta, onnivora o carnivora.